# Джайя Хариварман I
Джайя Хариварман I (или VI, вьет. Тебилабут, до коронации — Ратнабхумивиджайя, принц Шиванандана; умер не ранее 1162) — тямский принц и князь Шиванандана, в 1147 году возглавивший освободительную войну тямов против экспансии Кхмерской империи, захватившей север Тямпы (Чампы). Сын царя Пандуранги и южной Тямпы Рудравармана IV, царь южной Тямпы с 1147 года, царь царей Тямпы в 1149—1162 годах.

## Происхождение и приход к власти
Ратнабхумивиджайя или принц Шиванандана происходил из боковой ветви тямского царского рода, его отец Парамабрахмалока, царь Пандуранги, был потомком царя Тямпы Парамабодисатвавармана, а мать была сестрой тямского царя Джайя Индравармана III. Сам Ратнабхумивиджайя претендовал на происхождение от мифического тямского царя Уроджи. По неизвестным причинам принц Шиванандана был изгнан и вернулся в царство отца только около 1145 года, когда кхмерский чакравартин Сурьяварман II вторгся в Тямпу, захватил тямскую столицу Виджайю и оккупировал северную часть страны. Поскольку тямский царь Джайя Индраварман III после вторжения кхмеров бесследно исчез, новым царём Тямпы был провозглашён отец принца Ратнабхумивиджайи, принявший тронное имя Рудраварман (IV). Новый царь правил недолго и контролировал лишь юг Тямпы с центром в Пандуранге, в 1147 году он умер и царём был провозглашён его сын принц Шиванандана-Ратнабхумивиджайя, вошедший в историю под тронным именем Джайя Харивармана I.

## Освобождение и объединение Тямпы
Первые годы правления Джайя Харивармана I прошли в постоянных войнах за освобождение севера Тямпы от кхмерского владычества, при этом военные действия между тямами и кхмерами подробно документировались. Уже в 1147 году чакравартин Сурьяварман II направил свои войска во главе с генералом Шанкарой на завоевание Пандуранги, однако в битве у деревни Фанранг на Раджапурской равнине Джайя Хариварман наголову разбил войско Шанкары, при этом сам Шанкара и все другие кхмерские военачальники пали на поле боя. Описание этого сражения и своей победы Джайя Хариварман приказал высечь на возвышавшейся неподалёку скале Батау Таблах. Несмотря на поражение, в следующем году Сурьяварман II в тямской столице Виджайе провозгласил царём Тямпы тямского принца Харидеву, брата своей первой жены, и направил на юг Тямпы новую армию, согласно тямской надписи, «в тысячу раз сильнее первой». Однако и это кхмерское войско было разбито Джайя Хариварманом I в битве на Вирапурской равнине, после чего тямский царь перешёл в контрнаступление и вскоре взял Виджайю, освободив север страны от кхмеров. Ставленник кхмеров Харидева бежал в Камбуджадешу. В следующем, 1149 году Сурьяварман отправил в Тямпу новую армию, намереваясь взять Виджаю и вернуть Харидеву на трон, однако Джайя Хариварман разгромил и эти войска кхмеров, а Харидева погиб во время битвы. После этого Джайя Хариварман I был помазан на царство по традиционному обряду и принял титул «царь царей Тямпы», в 1150 году он вернул столицу царства в Виджайю.
Не имея больше ресурсов на прямое военное вторжение в Тямпу, Сурьяварман II стал действовать тайно и в 1150 году склонил к измене Вамшараджу (Ваншараджу, Вангшарайя), брата жены Джайя Харивармана I, а также разными посулами убедил восстать горцев кирита, обитавших на западных рубежах Тямпы. Горцы подняли мятеж против законного царя и провозгласили царём Тямпы Вамшараджу, однако вскоре были разбиты войсками Джайя Харивармана. Сам Вамшараджа бежал в Дайвьет, где запросил военной помощи для захвата тямского престола. Вамшараджа сумел набрать из вьетов новую армию и вторгся в Тямпу. В 1151 году Джайя Хариварману I удалось окончательно разбить войска Вамшараджи, а сам незадачливый претендент на престол пал на поле битвы вместе со своим вьетским генералом (согласно вьетским «Анналам Ли», в 1150 году Унгминьтадием (как вьеты называли Вамшараджу) запросил у императора «приказа стать правителем» Чампы. Был отдан приказ военачальнику (тхыонгте) Ли Монгу во главе 5-ти с лишним тысяч воинов вторгнуться в Чампу и посадить Унгминьтадиема на престол, однако в Чампе вьетские войска были разбиты царём Тебилабутом (Джайя Хариварманом I), а Унгминьтадием, Ли Монг «и его люди все там погибли»). Желая обезопасить себя от дальнейших вторжений со стороны вьетов, Джайя Хариварман в 1152 году, после почти двадцатилетнего перерыва, направил в Дайвьет посольство с данью (согласно «Анналам Ли», вместе с посольством «Тебилабут прислал свою дочь» в жёны императору Дайвьета, которая была принята). Длительный мир в царстве Джайя Харивармана, однако, не настал и после этого — в 1155 году против него подняли мятеж войска его родной Пандуранги, подавление которого растянулось на целых пять лет. Только в 1160 году царь установил прочный мир на всей территории Тямпы и приказал высечь надпись с перечислением всех своих побед за прошедшие 13 лет. В том же году он направил следующее посольство в Дайвьет. Восстановив единство страны, Джайя Хариварман I провозгласил себя «гарантом благоденствия Тямпы».
Несмотря на продолжавшиеся большую часть периода правления Джайя Харивармана I войны и мятежи, его царствование стало временем восстановления Тямпы, в частности, часть военной добычи царь направлял на восстановление старых и возведение новых храмов. В большом храмовом комплексе Мишона Джайя Хариварман в 1157 году построил храм Харимешвары — своего личного божественного покровителя, при этом он продолжал поддерживать культ Ишанабхадрешвары — бога-покровителя тямских царей. Помимо Дайвьета Джайя Харивармана направил несколько посольств в Китай.

## Наследники
Джайя Хариварман I, судя по всему, умер своей смертью не ранее 1162 года и передал тямский престол своему сыну, тоже принявшему тронное имя Джайя Хариварман (II). Сын Джайя Харивармана I, однако, долго не удержался у власти — между 1163 и 1167 годами Джайя Хариварман II был свергнут одним из тямских военачальников, происхождение которого неизвестно (историк-ориенталист Э. О. Берзин назвал его «безродным авантюристом»), который занял тямский престол под именем Джайя Индраварман (IV).